# 49e cérémonie des National Society of Film Critics Awards
La 49e cérémonie des National Society of Film Critics Awards (NSFC Awards), décernés par la National Society of Film Critics, a eu lieu le 3 janvier 2015, et a récompensé les films réalisés l'année précédente.

## Palmarès

### Meilleur film
1. Adieu au langage
2. Boyhood
3. (ex æquo) Birdman et Mr. Turner

### Meilleur réalisateur
1. Richard Linklater pour Boyhood
2. Jean-Luc Godard pour Adieu au langage
3. Mike Leigh pour Mr. Turner

### Meilleur acteur
1. Timothy Spall pour le rôle de J.M.W. Turner dans Mr. Turner
2. Tom Hardy pour le rôle de Ivan Locke dans Locke
3. (ex æquo) Joaquin Phoenix pour le rôle de Larry Sportello dans Inherent Vice et Ralph Fiennes pour le rôle de Gustave H. dans The Grand Budapest Hotel

### Meilleure actrice
1. Marion Cotillard pour le rôle de Eva Cybulska dans The Immigrant et celui de Sandra dans Deux jours, une nuit
2. Julianne Moore pour le rôle de Alice Howland dans Still Alice
3. Scarlett Johansson pour le rôle de Lucy dans Lucy et celui de Laura dans Under the Skin

### Meilleur acteur dans un second rôle
1. J. K. Simmons pour le rôle de Terence Fletcher dans Whiplash
2. Mark Ruffalo pour le rôle de Dave Schultz dans Foxcatcher
3. Edward Norton pour le rôle de Mike Shiner dans Birdman

### Meilleure actrice dans un second rôle
1. Patricia Arquette pour le rôle de Olivia dans Boyhood
2. Agata Kulesza pour le rôle de Wanda Gruz dans Ida
3. Rene Russo pour le rôle de Nina dans Night Call (Nightcrawler)

### Meilleur scénario
1. The Grand Budapest Hotel – Wes Anderson
2. (ex æquo) Inherent Vice – Paul Thomas Anderson et Birdman – Alejandro González Iñárritu, Nicolás Giacobone, Alexander Dinelaris et Armando Bo

### Meilleure photographie
1. Mr. Turner – Dick Pope
2. The Immigrant – Darius Khondji
3. Adieu au langage – Fabrice Aragno

### Meilleur film en langue étrangère
Non décerné.

### Meilleur film documentaire
1. Citizenfour
2. National Gallery
3. The Overnighters

### Film Heritage
1. Ron Magliozzi et Peter Williamson pour leur restauration du premier film à contenir un casting afro-américain, Lime Kiln Field Day (1913)
2. Ron Hutchinson pour la collection puis restauration de bandes originales de nombreux films du début du cinéma parlant

### Dédicace
1. Jay Carr et Charles Champlin